# The Raffle (película de 1994)
The Raffle (conocida en Argentina como El concurso del siglo) es una película de comedia, drama y romance de 1994, dirigida por Gavin Wilding, escrita por John Fairley, musicalizada por Robert O. Ragland, en la fotografía estuvo John Houtman y Brian Whittred, los protagonistas son Nicholas Lea, Bobby Dawson y Jennifer Clement, entre otros. El filme fue realizado por Capstone Pictures y Sims & Wilding Production, se estrenó el 11 de noviembre de 1994.

## Sinopsis
Dos sujetos sin trabajo quieren obtener ingresos, buscan a la “mujer más hermosa del mundo” para luego elaborar una rifa, el afortunado tendrá como premio una cita con ella.